# Ronde van Lombardije 1998
De Ronde van Lombardije 1998 was de 92e editie van deze eendaagse Italiaanse wielerwedstrijd die werd verreden op zaterdag 17 oktober 1998. Het parcours leidde van Varese naar Bergamo en ging over een afstand van 253 kilometer. 
De Zwitsers Oscar Camenzind, die zes dagen eerder wereldkampioen op de weg was geworden in Valkenburg, won deze herfstklassieker.
Op 83 kilometer voor het einde ontstond een kopgroep van drie met de Nederlander Michael Boogerd, de Italiaan Wladimir Belli en Camenzind. Belli moest lossen en Camenzind wilde het niet op een sprint laten aankomen. De wereldkampioen demarreerde in de straten van Bergamo en finishte met zes seconden voorsprong op Boogerd. 
Deze wedstrijd was de tiende en laatste manche van de wereldbeker. De Italiaan Michele Bartoli, die als vierde finishte, won voor het tweede jaar op rij de wereldbeker.

## Uitslag
| Ronde van Lombardije 1998 |                   |                                  |          |
| Plaats                    | Naam              | Ploeg                            | Tijd     |
| Winnaar                   | Oscar Camenzind   | Mapei - Bricobi                  | 5u59'01" |
| 2                         | Michael Boogerd   | Rabobank                         | + 0'06"  |
| 3                         | Felice Puttini    | Amica Chips-Costa de Almeria     | + 1'21"  |
| 4                         | Michele Bartoli   | Asics                            | z.t.     |
| 5                         | Pascal Richard    | Casino                           | z.t.     |
| 6                         | Gilberto Simoni   | Cantina Tollo                    | + 1'57"  |
| 7                         | Marco Serpellini  | Brescialat                       | + 3'50"  |
| 8                         | Markus Zberg      | Post Swiss                       | z.t.     |
| 9                         | Andrej Zintsjenko | Vitalicio Seguros-Grupo Generali | z.t.     |
| 10                        | Andrea Tafi       | Mapei - Bricobi                  | z.t.     |
|                           |                   |                                  |          |
| 17                        | Mario Aerts       | Lotto - Mobistar                 | + 5'31"  |

1905 · 1906 · 1907 · 1908 · 1909 · 1910 · 1911 · 1912 · 1913 · 1914 · 1915 · 1916 · 1917 · 1918 · 1919 · 1920 · 1921 · 1922 · 1923 · 1924 · 1925 · 1926 · 1927 · 1928 · 1929 · 1930 · 1931 · 1932 · 1933 · 1934 · 1935 · 1936 · 1937 · 1938 · 1939 · 1940 · 1941 · 1942 · 1943 · 1944 · 1945 · 1946 · 1947 · 1948 · 1949 · 1950 · 1951 · 1952 · 1953 · 1954 · 1955 · 1956 · 1957 · 1958 · 1959 · 1960 · 1961 · 1962 · 1963 · 1964 · 1965 · 1966 · 1967 · 1968 · 1969 · 1970 · 1971 · 1972 · 1973 · 1974 · 1975 · 1976 · 1977 · 1978 · 1979 · 1980 · 1981 · 1982 · 1983 · 1984 · 1985 · 1986 · 1987 · 1988 · 1989 · 1990 · 1991 · 1992 · 1993 · 1994 · 1995 · 1996 · 1997 · 1998 · 1999 · 2000 · 2001 · 2002 · 2003 · 2004 · 2005 · 2006 · 2007 · 2008 · 2009 · 2010 · 2011 · 2012 · 2013 · 2014 · 2015 · 2016 · 2017 · 2018 · 2019 · 2020 · 2021 · 2022 · 2023 · 2024 · 2025